# Bookbuilding-Verfahren
Das Bookbuilding-Verfahren (deutsch auch Preisspannenverfahren oder Orderbuch-Verfahren) beschreibt ein Verfahren der Platzierung von Wertpapieren, bei dem interessierte Investoren innerhalb einer bestimmten Zeichnungsfrist auf den Kauf dieser in einer vorgegebenen Preisspanne bieten können und am Ende der Frist entschieden wird, welche Bieter die zu emittierenden Wertpapiere zu welchem Preis erhalten.

## Allgemeine Hintergründe
Der Anglizismus tauchte ersichtlich erstmals im Zusammenhang mit der Emission der zweiten Tranche der British Telecom im Jahre 1991 auf. Es gehörte zur Aufgabe eines Konsortialführers, das Orderbuch zu führen (to build the book). Hierin werden innerhalb der Zeichnungsfrist die Gebote gesammelt und registriert. Am Ende der Zeichnungsfrist entscheidet meist das emittierende Unternehmen oder der platzierende Altaktionär gemeinsam mit den Konsortialbanken, welche bietende Investoren den Zuschlag erhalten. Dabei ist nicht nur die Höhe der Gebote ausschlaggebend, sondern auch die Art des Investors sowie eine mögliche historische Beziehung zu diesem.
Das Bookbuilding ist daher eindeutig sowohl von dem Festpreisverfahren abzugrenzen, bei dem versucht wird, Wertpapiere zu einem im Vorfeld festgelegten Preis zu verkaufen, als auch von dem Auktionsverfahren, bei dem der oder die höchstbietenden Investoren den Zuschlag erhalten.

## Angelsächsisches Verfahren
Das angelsächsische Verfahren (auch klassisches Bookbuilding) ist ein Bookbuilding-Verfahren, bei dem eine Preisspanne sowie die maximal mögliche Anzahl zu emittierender Aktien vorab festgelegt wird. Genauer ist es ein aus dem angelsächsischen Raum stammendes Verfahren zur Ermittlung eines marktgerechten Emissionspreises von Aktien, welches im Gegensatz zum Festpreisverfahren eine dynamische Preisfindung ermöglicht. Seit Mitte der neunziger Jahre hat sich dieses Verfahren auch in Deutschland als Standard durchgesetzt.
Das Bookbuilding verläuft in mehreren Phasen:
In der Pre-Marketing-Phase wird die Preisspanne mit großen Investoren abgestimmt. Die den Börsengang anstrebende Aktiengesellschaft sucht dabei Banken, die die Emission durchführen wollen und können. Diese Banken erkunden das Interesse potenzieller Investoren an den neuen Aktien. In Anlehnung an deren unverbindliche Preisangebote wird die Preisspanne festgelegt und in der Marketing-Phase öffentlich bekanntgegeben. Präsentationen des Unternehmens an den internationalen Finanzmärkten (sog. Roadshows) dienen dazu, weitere mögliche Anleger zu gewinnen.
Daran schließt sich das eigentliche Bookbuilding (Order Taking) an: Institutionelle wie private Anleger haben innerhalb einer bestimmten Frist die Möglichkeit, ihre Kaufaufträge (gegebenenfalls mit Limit) abzugeben. Diese Kaufaufträge bestehen aus einem Preis (der innerhalb der Preisspanne liegen muss) und der gewünschten Anzahl an Aktien, die der Anleger zu diesem Preis erwerben möchte. Am Ende dieser Phase wird aus den vorliegenden Zeichnungswünschen ein Emissionspreis festgelegt (Closing).
Alle unter diesem Preis abgegebenen Gebote werden von der Aktienvergabe ausgeschlossen. Anleger, die einen höheren Preis als den endgültigen Emissionspreis gezahlt hätten, kaufen nun zum Emissionspreis. Sollte das Kontingent der zu emittierenden Aktien dabei überschritten werden, muss die tatsächliche Zuteilung vom Emissionskonsortium festgelegt oder die Anzahl der zu begebenden Aktien erhöht werden (siehe Greenshoe).

## Beschleunigtes Verfahren
Beim beschleunigten bzw. entkoppelten Verfahren, engl. Accelerated Bookbuilding steht die Werbetour hingegen an erster Stelle mit dem Ziel, die Preisvorstellungen potentieller Investoren genauer zu bewerten. Nach dieser wird eine meist engere Preisspanne möglichen Investoren vorgegeben, während die Angebotszeit ebenfalls auf eine geringere Zeit beschränkt ist, z. B. wenige Tage. Dieses führt nach dem WpHG zu einer nachträglichen billigungspflichtigen Änderung im Verkaufsprospekt, die veröffentlicht werden muss.

## Entkoppeltes Verfahren
Beim entkoppelten Verfahren, engl. Decoupled Bookbuilding wird entgegen dem traditionellen Marketing-Verfahren bei einem Börsengang die Preisspanne, mit der die Aktien emittiert werden, nicht bereits vor- oder während der Roadshow, sondern erst kurz vor Öffnung des Orderbuches bekanntgegeben. Dementsprechend muss die Preisspanne dem Wertpapierprospekt nachträglich hinzugefügt werden.
Das Decoupled Bookbuilding ist seit der Änderung des Wertpapierprospektgesetzes im Jahr 2005 möglich und bezieht sich entgegen den anderen Book-Building-Verfahren primär auf Börsengänge und keine Folgetransaktionen wie Kapitalerhöhungen. Das erste Unternehmen, das einen Börsengang mit diesem Verfahren erfolgreich wagte, war die Ersol Solar Energy AG.
Im Weiteren werden zwei Arten des Decoupled Bookbuildings unterschieden. Während beim einfachen Decoupled Bookbuilding die Preisspanne und eventuell der Angebotszeitraum offen gehalten wird, die maximale Anzahl der zu emittierenden Aktien jedoch bekanntgegeben wird (und auch entsprechend im (Wertpapierprospekt) vermerkt wird), ist beim erweiterten Decoupled Bookbuilding zunächst auch diese maximale Anzahl offen und wird genau wie die anderen Informationen im Wertpapierprospekt später nachgetragen und per Ad-hoc-Mitteilung bekanntgegeben. Letzteres Verfahren, ist jedoch nach Auffassung der BaFin mittlerweile nicht mehr zulässig, da der Wertpapierprospekt ohne die Angabe der Stückzahlen nicht mehr zulässig ist. Das modifizierte erweiterte Decoupled Bookbuilding nennt hingegen bereits von Anfang an im Wertpapierprospekt eine Maximalzahl für die neu angebotenen Aktien, die jedoch vorbehaltlich einer noch ausstehenden Genehmigung auf der Hauptversammlung des Emittenten ist.

## Pilot Fishing
Als Pilot Fishing wird ein sich seit dem Jahr 2004 abzeichnender Trend bezeichnet, noch vor dem ersten Pre-Marketing gezielte institutionelle Investoren (Kerninvestoren) anzusprechen, mit den Börsenplänen vertraut zu machen und ihre jeweilige Fachmeinung einzuholen. Die Öffentlichkeit ist dabei in der Regel zu diesem Zeitpunkt noch nicht über die Pläne informiert. Zunächst werden die Kerninvestoren, die z. B. besonders stark in dem entsprechenden Sektor investiert sind, identifiziert. Unter der Annahme, dass deren Verhalten aufgrund der Expertenfunktion das Vorbild für viele weitere Investoren ist und sich daher aus deren Verhalten auf mögliches Verhalten einer größeren Investorengruppe schließen lässt, werden diese befragt, inwieweit Anpassungen erfolgen oder ob ein Börsengang sogar verschoben werden soll. Dadurch wird versucht, die Wahrscheinlichkeit einer erfolgreichen Platzierung zu erhöhen.

## Anchor Marketing
Als Anchor Marketing wird ein Verfahren bezeichnet, bei dem, ähnlich dem Pilot Fishing, vorab eine Auswahl ausgesuchter institutioneller Investoren unter Ausschluss der Öffentlichkeit angesprochen wird, es sich jedoch nicht nur um ein reines Einholen von Meinungen handelt, sondern sich einige Investoren bereits zu einer Zeichnung einer gewissen Menge an Aktien verpflichten sollen.